# Ministre de l'Intérieur (Pakistan)
Le ministère ou ministre de l'Intérieur du Pakistan (en ourdou: وزارت داخلہ) est chargé de la sécurité intérieure du pays, et donc des forces de sécurité sous contrôle du gouvernement fédéral.
Le ministre de l'Intérieur est normalement un élu du Parlement, mais à souvent été un gradé de l'armée, notamment sous les régimes militaires. Il est notamment chargé des forces de polices spéciales de l’autoroute et des chemins de fer, ainsi que de l'agence fédérale d'investigation (FIA), la police générale étant sous la responsabilité des provinces. 

## Liste des ministres
| Nom                                | Début             | Fin               |
| ---------------------------------- | ----------------- | ----------------- |
| Fazl-ur-Rehman                     | 15 août 1947      | 8 mai 1948        |
| Khwaja Shahabuddin                 | 8 mai 1948        | 26 novembre 1951  |
| Mushtaq Ahmad Gurmani              | 26 novembre 1951  | 24 octobre 1954   |
| Iskander Mirza                     | 24 octobre 1954   | 7 août 1955       |
| Abul Kasem Fazlul Huq              | 11 août 1955      | 9 mars 1956       |
| Abdus Sattar                       | 17 mars 1956      | 12 septembre 1956 |
| Ghulam Ali Talpur                  | 12 septembre 1956 | 18 mars 1958      |
| Jalal-ud-din Jalal Baba            | 18 mars 1958      | 14 octobre 1958   |
| Zakir Husain                       | 14 juin 1960      | 8 juin 1962       |
| Khan Habibullah Khan Marwat        | 13 juin 1962      | 23 mars 1965      |
| Muhammad Ayub Khan                 | 23 mars 1965      | 17 août 1965      |
| Chaudhry Ali Akbar Khan            | 17 août 1965      | 30 novembre 1966  |
| Afzal Rahman Khan                  | 5 décembre 1966   | 25 mars 1969      |
| Abdul Hamid Khan                   | 15 avril 1969     | 3 août 1969       |
| Sardar Abdur Rashid Khan           | 4 août 1969       | 22 février 1971   |
| Zulfikar Ali Bhutto                | 24 décembre 1971  | 1er mai 1972      |
| Abdul Qayyum Khan                  | 13 mai 1972       | 13 janvier 1977   |
| Zulfikar Ali Bhutto                | 13 janvier 1977   | 28 mars 1977      |
| Inamul Haq Khan                    | 14 janvier 1978   | 5 juillet 1978    |
| Mahmoud Haroon                     | 5 juillet 1978    | 18 novembre 1984  |
| Farooq Shaukat Khan Lodi           | 22 janvier 1985   | 23 mars 1985      |
| Muhammad Khan Junejo               | 10 avril 1985     | 21 mai 1985       |
| Muhammad Aslam Khan Khattak        | 22 mai 1985       | 29 mars 1987      |
| Wasim Sajjad                       | 29 mars 1987      | 28 juillet 1987   |
| Raja Nadir Pervez                  | 28 juillet 1987   | 4 décembre 1988   |
| Aitzaz Ahsan                       | 4 décembre 1988   | 6 août 1990       |
| Mian Zahid Sarfraz Arain (intérim) | 11 août 1990      | 6 novembre 1990   |
| Chaudhry Shujaat Hussain           | 9 novembre 1990   | 18 juillet 1993   |
| Fateh Khan Bandial (intérim)       | 23 juillet 1993   | 19 octobre 1993   |
| Naseerullah Babar                  | 21 octobre 1993   | 5 novembre 1996   |
| Omar Khan Affridi (intérim)        | 5 novembre 1996   | 17 février 1997   |
| Chaudhry Shujaat Hussain           | 25 février 1997   | 12 octobre 1999   |
| Moinuddin Haider                   | 6 novembre 1999   | 23 novembre 2002  |
| Faisal Saleh Hayat                 | 23 novembre 2002  | 25 août 2004      |
| Aftab Ahmad Sherpao                | 25 août 2004      | 15 novembre 2007  |
| Hamid Nawaz Khan (intérim)         | 16 novembre 2007  | 25 mars 2008      |
| Rehman Malik                       | 25 mars 2008      | 16 mars 2013      |
| Malik Habib Khan (intérim)         | 2 avril 2013      | 5 juin 2013       |
| Nisar Ali Khan                     | 7 juin 2013       | 27 juillet 2017   |
| Ahsan Iqbal                        | 4 août 2017       | 31 mai 2018       |
| Muhammad Azam Khan (intérim)       | 5 juin 2018       | 18 août 2018      |
| Imran Khan                         | 18 août 2018      | 18 avril 2019     |
| Ijaz Shah                          | 18 avril 2019     | 11 décembre 2020  |
| Rashid Ahmed                       | 11 décembre 2020  | 10 avril 2022     |
| Rana Sanaullah                     | 19 avril 2022     | 10 août 2023      |
| Sarfraz Bugti (intérim)            | 17 août 2023      | 15 décembre 2023  |
| Gohar Ejaz (intérim)               | 20 décembre 2023  | 11 mars 2024      |
| Mohsin Raza Naqvi                  | 11 mars 2024      | en fonction       |